# Slanke kapucijnapen
De slanke kapucijnapen (Cebus) vormen een geslacht van dagactieve breedneusapen. De wetenschappelijke naam van het geslacht werd in 1777 gepubliceerd door Johann Christian Polycarp Erxleben. De slanke kapucijnapen zijn nauw verwant aan de robuuste kapucijnapen (Sapajus).

## Verspreiding
Slanke kapucijnapen komen voor in Latijns-Amerika, van Noord-Brazilië tot Belize en Honduras, van zeeniveau tot een hoogte van 2500 meter. 

## Leeftijd
Kapucijnapen worden behoorlijk oud in vergelijking met andere zoogdieren van dezelfde grootte, ongeveer 44 jaar in gevangenschap, maar in het wild ongeveer 40 jaar oud. Een witschouderkapucijnaap is 55 jaar oud geworden.

## Taxonomie
Er worden vier soorten tot dit geslacht gerekend.
- Geslacht: Cebus
  - Soort: Cebus albifrons – Witvoorhoofdkapucijnaap
    - Ondersoort: Cebus albifrons albifrons
    - Ondersoort: Cebus albifrons aequatorialis
    - Ondersoort: Cebus albifrons cesarae
    - Ondersoort: Cebus albifrons cuscinus
    - Ondersoort: Cebus albifrons leucocephalus
    - Ondersoort: Cebus albifrons malitiosus
    - Ondersoort: Cebus albifrons trinitatis
    - Ondersoort: Cebus albifrons unicolor
    - Ondersoort: Cebus albifrons versicolor
    - Ondersoort: Cebus albifrons yuracus

  - Soort: Cebus capucinus – Witschouderkapucijnaap
    - Ondersoort: Cebus capucinus capucinus
    - Ondersoort: Cebus capucinus curtus
    - Ondersoort: Cebus capucinus imitator

  - Soort: Cebus kaapori
  - Soort: Cebus olivaceus – Treurkapucijnaap
    - Ondersoort: Cebus olivaceus olivaceus
    - Ondersoort: Cebus olivaceus brunneus
    - Ondersoort: Cebus olivaceus castaneus

Sommige onderzoekers beschouwen alle ondersoorten, behalve Cebus capucinus curtus, als aparte soorten vormen op basis van genetica.